# Blæserkvintet
|  | Denne artikel omhandler træblæserkvintet. For blæserkvintet med messingblæsere, se messingblæserkvintet. |
En blæserkvintet (også nogle gange kendt som en træblæserkvintet eller en klassisk blæserkvintet) er et ensemble bestående af fem blæsere, der spiller på henholdsvis tværfløjte, obo, klarinet, fagot og valdhorn. Begrebet bruges også om en komposition for en sådan besætning.
Ulig strygekvintetten med dens homogene klangblanding er instrumenterne i en blæserkvintet betragteligt forskellige i teknik, stil og klangfarver. Dette kammerensemble spiller uden dirigentledelse og har alle lige vigtige roller som melodi og akkompagnement.

## Historie
Den moderne blæserkvintet udsprang fra det ensemble, der var mest værdsat ved Josef II's hof i slutningen af det 18. århundrede i Wien: to oboer, to klarinetter, to horn og to fagotter. I den periode gjorde instrumentmagernes forbedringer af de pågældende instrumenter disse mere brugbare i små ensembler, hvilket fik komponister til at anvende mindre kombinationer. Blandt andet kunne principperne fra Haydns værker for strygere nu overføres til blæserne. Dog var der i blæserensemblerne i de sene 1700-tal ikke ikke mange fløjter, men ensemblerne bestod i stedet af tre gange to eller fire gange to af de andre fire instrumenter (klarinet og/eller obo, fagot og horn). Kvintetter sås også, men indeholdende klaver eller fordobling af obo i stedet for fløjte. På samme tid gjorde nedgangen i det aristokratiske samfund dog, at efterspørgslen på underholdningsmusikken faldt, hvormed et ønske om værker af "ophøjet" kammermusik opstod i den borgerlige musikkultur blandt andet som alternativ til strygekvartetten.
Antonio Rosetti (1750-1792) skrev i 1780 en blæserkvintet for en besætning, der er noget nær den vi kender i dag, i es-dur, hvor han dog erstattede horn med en slags tenorobo eller engelskhorn. I 1802 blev tre af de ældste blæserkvintetter stadig bevaret i dag (med den nu så kendte besætning) skrevet af Giuseppe Cambini, men det var først med Antonín Rejchas 24 kvintetter, begyndende i 1811, og de 9 kvintetter af Franz Danzi (i perioden 1821-1824), der etablerede genren – disse komponisters værker er stadig med i blæserkvintettens standardrepertoire. Selvom formen blev mindre populær i den sidste halvdel af det 19. århundrede, har der været fornyet interesse fra førende komponister i det 20. århundrede, og i dag er blæserkvintetten et standardkammerensemble. Til de vigtigste nyere kompositioner for besætningen hører "Kleine Kammermusik" op. 24 nr. 2 af Paul Hindemith og Kvintet op. 43 af Carl Nielsen (begge fra år 1922) såvel som Kvintet op. 26 af Arnold Schönberg, der blev komponeret i 1923/24.
Brugen af denne type ensemble igen fra det 20. århundrede har nok i høj grad skyldtes især fløjtens forbedringer foretaget af Theobald Böhm, der patenterede det nye system i 1847. Fra 1950'erne har graden af undervisning i blæserinstrumenter i øvrigt været stigende, hvormed også pædagogiske værker for blæserkvintet er blevet komponeret og har medvirket til stigningen i popularitet.

## Instrumenter
Tabellen lister instrumenterne i en blæserkvintet efter klanghøjden.
| Instrument | Type          | Ambitus    |
| ---------- | ------------- | ---------- |
| Tværfløjte | Træblæser     | Tværfløjte |
| Obo        | Træblæser     | Obo        |
| Klarinet   | Træblæser     | Klarinet   |
| Horn       | Messingblæser | Horn       |
| Fagot      | Træblæser     | Fagot      |

## Komponister
Antonín Rejcha var en af de første komponister, der skrev blæserkvintetter.
Andre komponister der har komponeret kendte blæserkvintetter er Darius Milhaud, Carl Nielsen, Paul Taffanel, György Ligeti, Arnold Schönberg og Paul Hindemith.